# Епархия Мани
Епархия Мани (лат. Dioecesis Mainensis) — упразднённая епархия Константинопольского патриархата, в настоящее время титулярная епархия Римско-Католической церкви.

## История
Область Мани, находившаяся на одноимённом полуострове, находилась в диоцезе Македония, была в V века центром одноимённой епархии, которая входила в митрополию Коринфа Константинопольского патриархата. Имена греческих епископов епархии Мани не сохранились.
Во время Четвёртого крестового похода в
городе была учреждена латинская епархия, которая просуществовала недолгое время. Известно, что первый епископ епархии францисканец Раньеро ди Павия был вызван Римским папой Александром IV в 1255 году на визитацию.
С 1942 года епархия Мани является титулярной епархией Римско-Католической церкви.

## Латинские епископы
- епископ Raniero di Pavia O.F.M. (15.07.1255 — 24.06.1264);
- епископ Giacomo di Praga O.E.S.A. (1274 — ?),

## Титулярные епископы
- епископ Амвросий Сенишин O.S.B.M.[1] (6.07.1942 — 10.07.1958) — назначен епископом Стемфорда;
- епископ Pierre-Francis-Lucien-Anatole Boillon (22.06.1962 — 31.08.1963) — назначен епископом Вердена;
  - вакансия.

## Источник
- Annuario Pontificio, Libreria Editrice Vaticana, Città del Vaticano, 2003, стр. 779, ISBN 88-209-7422-3
- Pius Bonifacius Gams, Series episcoporum Ecclesiae Catholicae, Leipzig 1931, стр. 431 (лат.)
- Konrad Eubel, Hierarchia Catholica Medii Aevi, vol. 1 Архивная копия от 9 июля 2019 на Wayback Machine, стр. 322 (лат.)